# オートルート

オートルートの路線図

オートルートとはフランスの高速道路 (Autoroute) 。明確な法律による区分は無いが、高速道路法（1955年4月18日法律55-435号）に基づいて、国道であるもののうち自動車専用道路で流入出が制限されている道路のことを言う。
フランスでは国道と言った場合、単に国が管理する道路全てをさすため、日本の一般国道に相当する国道と、国が管理する高速道路の二つが含まれる。なお、日本の県道、市町村道に相当するもので、高速道路並みの規格を有するものもあるが、それらは高速道路と呼ばず、それらのうち自動車専用道路のものを準高速道路 (voie rapide) と呼んでいるだけである。
フランスも「道路は無料」という原則にたっているが、特別な場合は混合経済会社（SEM、Société d' Economie Mixte、官民合同の出資会社）や許可会社が有料で道路を建設できるとされたため（高速道路法）、高速道路は事実上有料制が採られている。ただし、公共性の観点から無料であるべき道路や機能上重要な路線、いわゆる都市内高速道路や港湾道路、国境近郊の道路は無料である。
有料部分の路線延長は約12,000kmで、制限速度は通常の場合時速130km、雨天時は時速110km、濃霧・降雪時は時速50kmである。

## 参照項目
- フランスの国道一覧（フランス語版）